# Loče (Brežice)
Loče is een plaats in Slovenië en maakt deel uit van de gemeente Brežice in de NUTS-3-regio Spodnjeposavska. De plaats telde 184 inwoners op 1 januari 2020.